# جورج كاتلن ودروف
جورج كاتلن ودروف هو محامي وسياسي أمريكي، ولد في 1 ديسمبر 1805 في ليتشفيلد في الولايات المتحدة، وتوفي بنفس المكان في 21 نوفمبر 1885. نشط حزبياً في الحزب الديمقراطي. وقد انتخب عضو مجلس نواب كونيتيكت ‏ وانتخب عضو مجلس النواب الأمريكي ‏.